# بطولة ويمبلدون 1994
هنا قائمة ببطولات ويمبلدون سنة 1994:

## الكبار

### فردي رجال
بيت سامبراس هزم  غوران إيفانسوفيتش 7-6(7-2) 7-6(7-5) 6-0
- كان ثامن ألقاب سامبراس في تلك السنة, والتاسع والعشرين في مسيرته, وثاني لقب ويمبلدون له (فاز أيضاً في 1993)

### فردي سيدات
كونشيتا مارتينيز هزم  مارتينا نافراتيلوفا 6-4 3-6 6-3

### زوجي رجال
تود وودبرديج و مارك وودفورد هزم  غرانت كونيل و باتريك غالبريث 7-6(7-3) 6-3 6-1

### زوجي سيدات
غيغي فيرنانديز و ناتاشا زفيريفا هزم  يانا نوفوتنا و أرنتكسا سانشيز فيكاريو 6-4 6-1

### زوجي مختلط
تود وودبرديج و هيلينا سوكوفا هزم  T.J. Middleton و لوري ماكنيل 3-6 7-5 6-3

## الشباب

### فردي أولاد
سكوت همفرايس هزم  مارك فيليبوسيس 7-6(7-5) 3-6 6-4

### فردي بنات
مارتينا هينغيز هزم  ماي را جيون 7-5 6-4

### زوجي أولاد
بن إلوود و مارك فيليبوسيس هزم  Vladimir Platenik و ريكاردو شلاشتير 6-2 6-4

### زوجي بنات
Esme DeVilliers و إليزابيث جيلفس هزم  كورينا موراريو و لودميلا فارمسوفا 6-3 6-4